# جيرارد كوكس
جيرارد كوكس (بالهولندية: Gerard Cox)‏ هو كاتب ومغني وفنان ملاهي ‏ وكاتب سيناريو وممثل هولندي، ولد في 6 مارس 1940 في هولندا. من الجوائز التي نالها جائزة القيثارة الذهبية ‏.

## جوائز
- جائزة القيثارة الذهبية [الإنجليزية]‏

## وصلات خارجية
- جيرارد كوكس على موقع IMDb (الإنجليزية)
- جيرارد كوكس على موقع ميوزك برينز (الإنجليزية)
- جيرارد كوكس على موقع ديسكوغز (الإنجليزية)
- جيرارد كوكس على موقع قاعدة بيانات الفيلم (الإنجليزية)